# Mike Garcia

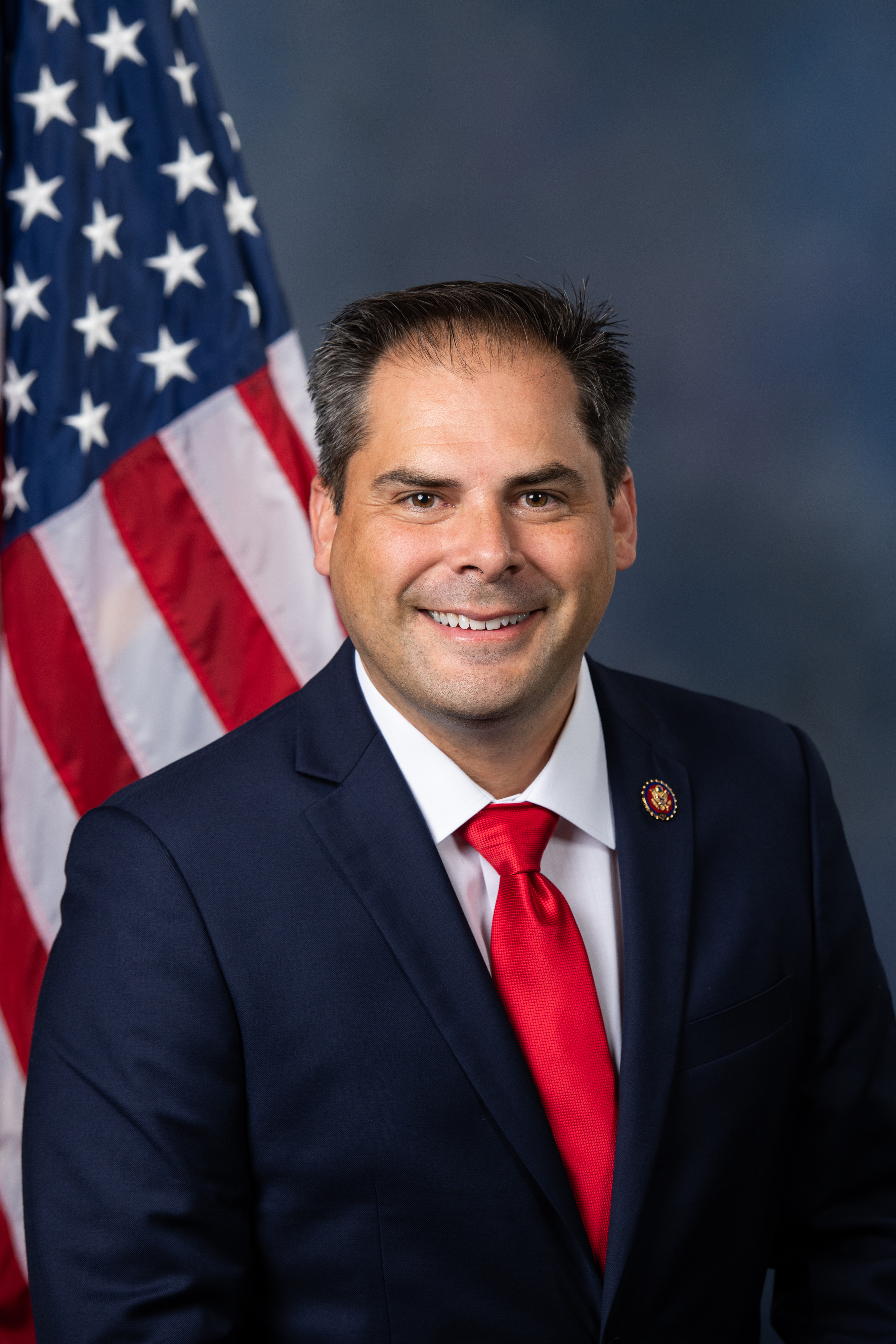
Mike Garcia (2020)

Michael Joseph „Mike“ Garcia (* 24. April 1976 in Granada Hills, Kalifornien) ist ein US-amerikanischer Politiker der Republikanischen Partei. Seit Mai 2020 vertritt er den 25. Distrikt des Bundesstaats Kalifornien im US-Repräsentantenhaus.

## Werdegang
Garcia wurde 1976 als Sohn eines mexikanischen Immigranten geboren. Sein Vater war 1959 zusammen mit Garcias Großvater aus dem mexikanischen Bundesstaat Sonora legal in die Vereinigten Staaten immigriert. 1982 zog Garcia im Alter von sechs Jahren mit seiner Mutter und seinem Stiefvater, einem Polizisten im Los Angeles Police Department, nach Saugus, verbrachte hier seine weitere Kindheit und besuchte die örtliche Saugus High School. 1994 machte er dort seinen Schulabschluss. Anschließend studierte er Politikwissenschaft, mit dem Nebenfach Spanisch, an der United States Naval Academy in Annapolis, Maryland und erhielt 1998 einen Bachelor of Science. Ebenfalls 1998 erhielt er einen Master of Arts in National Security Policy Studies an der Georgetown University in Washington, D.C. Im Mai 1998 trat Garcia als Offizier in die United States Navy ein und wurde an die Naval Air Station Pensacola in Florida beordert um seine Piloten-Ausbildung aufzunehmen. Den größten Teil seiner Dienstzeit war Garcia in der Central Air Station Lemoore in San Joaquin Valley, Kalifornien stationiert. Er diente jedoch auch als Pilot auf der Nimitz. Durch seine herausragenden fliegerischen Fähigkeiten wurde er einer der ersten Super-Hornet-Piloten der United States Navy. 2003 kam er im Zuge der Operation Iraqi Freedom für sechs Monate im Irak zum Einsatz und nahm an über 30 Lufteinsätzen über Bagdad, Falludscha und Tikrit teil. 2009 entschied er sich aus dem aktiven Dienst auszuscheiden und wurde Ehrenhaft entlassen. Garcia hatte zu diesem Zeitpunkt mehr als 1400 Flugstunden absolviert. Von 2009 bis 2012 gehörte er weiterhin der United States Navy Reserve an und fungierte als Pilotenausbilder.
Nach seinem Ausscheiden aus der Navy kehrte er 2009 in seine Heimatstadt Santa Clarita, die Stadt Saugus war 1987 in dieser aufgegangen, zurück und wurde für den Rüstungs- und Elektronikkonzern Raytheon Company in der Geschäftsführung tätig. Garcia gehörte dem Unternehmen für zehn Jahre an und fungierte unter anderem als Senior Business Development Manager im Konzernbereich Space and Airborne Systems.
Garcia ist verheiratet und hat zwei Söhne. Er lebt mit seiner Familie in Santa Clarita. Neben seiner Militärkarriere und seiner Anstellung bei Raytheon war er ab 2004 nebenberuflich als real estate developer tätig.

## Politische Karriere
Im April 2019 gab Garcia, der zu diesem Zeitpunkt ein politischer Quereinsteiger war, bekannt bei der Wahl zum US-Repräsentantenhaus 2020 im November im 25. Kongresswahlbezirk des Bundesstaates Kalifornien gegen die demokratische Amtsinhaberin Katie Hill antreten zu wollen. Nachdem jedoch im Oktober 2019 eine Untersuchung des Ethikausschusses des Repräsentantenhauseses eröffnet wurde, ob Hill eine Beziehung zu einem Kongressmitarbeiter hatte, was einen Verstoß gegen die Regeln des Repräsentantenhauses darstellen würde, legte Hill am 3. November 2019 ihr Kongressmandat nieder. Dies führte zu einer vorgezogenen Wahl in der ersten Jahreshälfte 2020. Garcia erzielte bei der parteiunabhängigen Primary (nonpartisan blanket primary) am 3. März 2020 25,4 % der abgegebenen Stimmen und erreichte in einem Teilnehmerfeld von zwölf Kandidaten damit den zweiten Platz hinter der Demokratin und Abgeordneten in der California State Assembly Christy Smith, welche 36,2 % erhalten hatte. Bei der Nachwahl (Stichwahl) am 12. Mai 2020 konnte Garcia sich mit 54,86 % zu 45,14 % der abgegebenen Stimmen durchsetzen. Es war der erste Sieg eines Republikaners in einem von den Demokraten gehaltenen kalifornischen Kongresswahlbezirk seit 1998. Dem ist anzumerken, dass die Republikaner diesen Kongresswahlbezirk bis 2019 für 26 Jahre gehalten hatten. Garcias Amtseinführung erfolgte am 19. Mai. In der regulären Wahl 2020 besiegte er Smith erneut, mit einer hauchdünnen Mehrheit von nur 333 Stimmen. Bei den Wahlen 2022 trat Garcia erneut gegen Smith an, wobei er sich mit 53,2 % durchsetzen konnte. Nach der Wahl 2024 gab er sich dem Demokraten George Whitesides geschlagen. Seine letzte, insgesamt dritte Legislaturperiode im Repräsentantenhaus des 118. Kongresses endete am 3. Januar 2025.[veraltet]

### Ausschüsse
Garcia ist aktuell Mitglied in folgenden Ausschüssen des Repräsentantenhauses:
- Committee on Appropriations
  - Commerce, Justice, Science, and Related Agencies
  - Defense
  - Energy and Water Development, and Related Agencies
- Committee on Science, Space, and Technology
  - Space and Aeronautics
- Permanent Select Committee on Intelligence
  - Defense Intelligence and Overhead Architecture
  - National Security Agency and Cyber

Er war zuvor auch Mitglied im Committee on Transportation and Infrastructure. Außerdem ist er Mitglied im Republican Study Committee sowie drei weiteren Caucuses.

### Kontroversen
Garcia gehörte zu den Mitgliedern des Repräsentantenhauses, die bei der Auszählung der Wahlmännerstimmen bei der Präsidentschaftswahl 2020 für die Anfechtung des Wahlergebnis stimmten. Präsident Trump hatte wiederholt propagiert, dass es umfangreichen Wahlbetrug gegeben hätte, so dass er sich als Sieger der Wahl sah. Für diese Behauptungen wurden keinerlei glaubhafte Beweise eingebracht. Der Supreme Court wies eine entsprechende Klage mit großer Mehrheit ab, wobei sich auch alle drei von Trump nominierten Richter gegen die Klage stellten.